# Sector 1

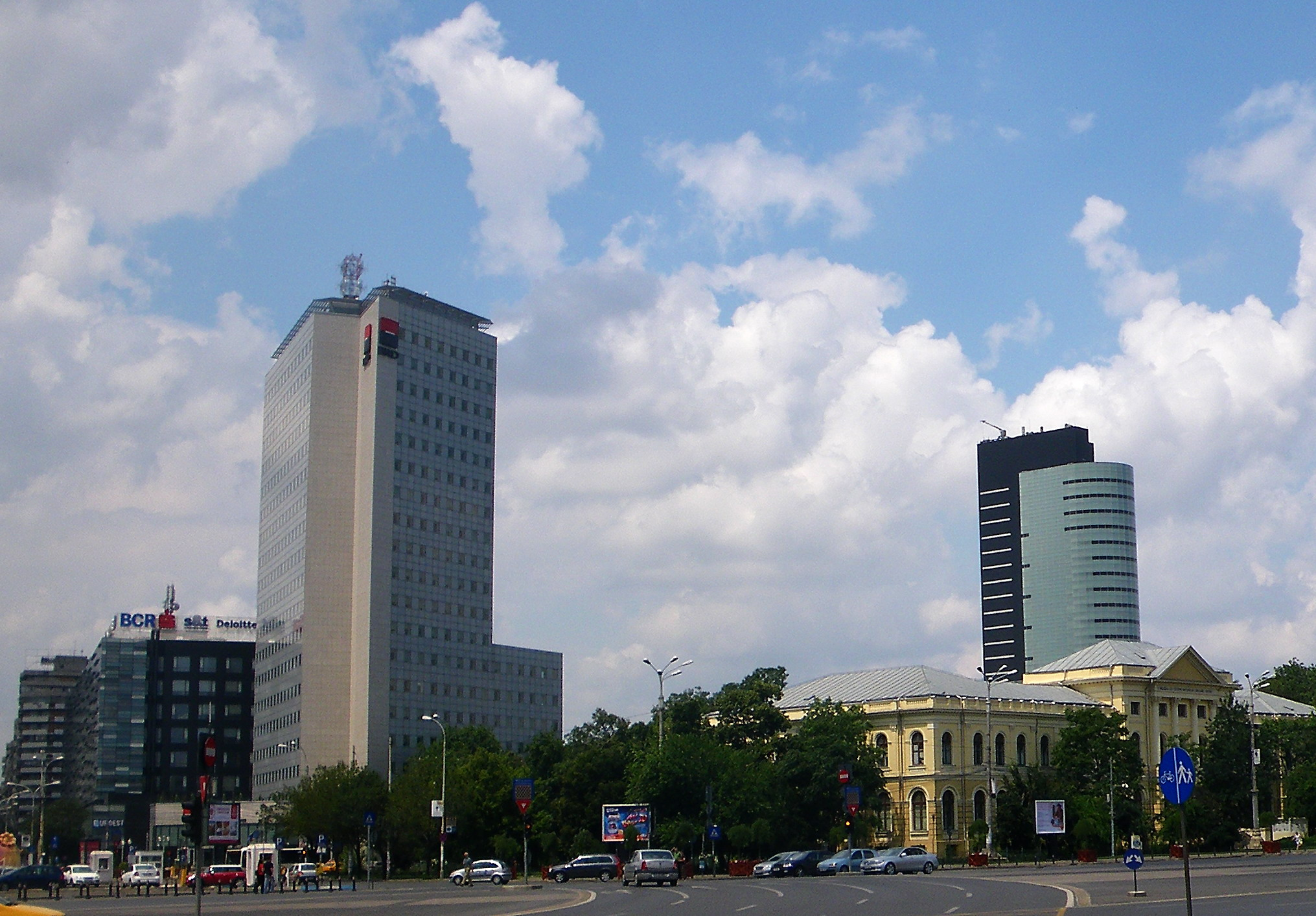
BRD Tower aan de Piața Victoriei

Sector 1 is een district in het noordwesten van de Roemeense hoofdstad Boekarest. Het is met een oppervlakte van 67,5 km² het grootste district van Boekarest. Dit district bestaat onder meer uit de wijken Băneasa, Pipera en Floreasca. Aangrenzende districten zijn Sector 2, Sector 3, Sector 5 en Sector 6.

## Politiek
De burgemeester van de sector werd in 2020 Clotilde Armand, van de USR. De Lokale Raad van Sector 1 heeft 27 zetels en wordt om de vier jaar herkozen. De resultaten van de lokale verkiezingen in de 21e eeuw zijn hieronder in tabelvorm.
| Partij                        | 2004 | 2008 | 2012 | 2016 | 2020 |
| ----------------------------- | ---- | ---- | ---- | ---- | ---- |
| D.A.                          | 16   | -    | -    | -    | -    |
| PSD                           | 6    | 8    | -    | 9    | 9    |
| PC                            | 2    | -    | -    | -    | -    |
| PRM                           | 2    | -    | -    | -    | -    |
| Lokale partijen               | 1    | -    | -    | -    | -    |
| PDL                           | -    | 11   | 5    | -    | -    |
| PNL                           | -    | 8    | -    | 6    | 6    |
| USL                           | -    | -    | 19   | -    | -    |
| PP-DD                         | -    | -    | 3    | -    | -    |
| USR / 2020 USR-PLUS Alliantie | -    | -    | -    | 8    | 9    |
| PMP                           | -    | -    | -    | 2    | 3    |
| ALDE                          | -    | -    | -    | 2    | -    |

## Musea
- Muzeul de Ceramica
- Muzeul National de Antichitate
- Casa Mem. Pictor Tatarascu
- Muzeul Victor Babes
- Muzeul Theodor Aman
- Casa Mem. George Bacovia
- Muzeul de Arta Frederik Stork (si Cecilia Cutescu Stork)
- Observatorul Astronomic
- Casa Memoriala Nottara
- Muzeul Literaturii Romane
- Muzeul Gheorghe Marinescu
- Muzeul Militar National
- Muzeul C.F.R.
- Muzeul Comunitatii Evreiesti
- Muzeul Ing. D-tru Minovici
- Muzeu de Arta Veche Apuseana
- Muzeul Comunitatii Armenesti
- Casa Muz. Theodor Pallady
- Muzeul Colectiilor de Arta
- Muzeul George Enescu
- Casa Mem. George Calinescu
- Muzeul Curtea Veche
- Muzeul National Cotroceni
- Muzeul Satului Dimitrie Gusti
- Casa Memoriala Tudor Arghezi
- Complexul Muzeal Manastirea Antim
- Muzeul Corneliu Mendrea
- Muzeul Tehnic Dimitrie Leonida
- Muzeul National De Istorie Naturala Grigore Antipa
- Muzeul National de Geologie
- Muzeul Taranului Roman
- Muzeul National de Istorie
- Muzeul National de Arta al Romaniei
- Muzeul de Istorie si Arta Buc. Palatul Sutu
- Muzeul Memorial Cornel Medrea
- Muzeul National al Hartilor si Cartilor Vechi
- Muzeul National de Arta Contemporana
- Muzeul Zambaccian

## Stedenbanden met steden/zones
- Bagheria - Italië
- Catania - Italië
- Zone in Nicosia - Cyprus
- São Gonçalo - Brazilië
- Rome Zone 19 - Italië

Districten: Sector 1 · Sector 2 · Sector 3 · Sector 4 · Sector 5 · Sector 6

Wijken: Băneasa · Berceni · Centru Civic · Colentina · Cotroceni · Crângași · Dristor · Drumul Taberei · Dudești · Ferentari · Floreasca · Giulești · Iancului · Lipscani · Militari · Obor · Olteniţei · Pantelimon · Pipera · Rahova · Tei · Titan · Văcăreşti · Vitan